# Canton de Belle-Île
Pour les articles homonymes, voir Belle-Île.
Le canton de Belle-Île est une ancienne division administrative française, située dans le département du Morbihan en région Bretagne, sur l'île de Belle-Île-en-Mer.
Les communes de ce canton sont rattachées à celui de Quiberon, depuis Décret n° 2014-215 du 21 février 2014 portant délimitation des cantons dans le département du Morbihan,.

## Composition
Le canton de Belle-Île regroupait les communes suivantes :
| Nom                   | Code Insee | Intercommunalité       | Superficie (km2) | Population (dernière pop. légale) | Densité (hab./km2) |
| --------------------- | ---------- | ---------------------- | ---------------- | --------------------------------- | ------------------ |
| Le Palais (chef-lieu) | 56152      | CC de Belle-Île-en-Mer | 17,43            | 2 580 (2014)                      | 148                |
| Bangor                | 56009      | CC de Belle-Île-en-Mer | 25,54            | 972 (2014)                        | 38                 |
| Locmaria              | 56114      | CC de Belle-Île-en-Mer | 20,55            | 859 (2014)                        | 42                 |
| Sauzon                | 56241      | CC de Belle-Île-en-Mer | 22,11            | 932 (2014)                        | 42                 |

## Représentation

### Conseillers généraux de 1833 à 2015
| Période | Période          | Identité                       | Étiquette            | Qualité |
| ------- | ---------------- | ------------------------------ | -------------------- | --- |
| 1833    | 1848             | Jean-Louis Trochu (1790-1861)  |                      | Agriculteur, maire du Palais Ancien agent des subsistances militaires à Belle-Île                                                                                                   |
| 1848    | 1874             | Louis-Jules Trochu             | Centre droit         | Général de division en retraite à Belle-Isle Chef de l'Etat Français, Président du Gouvernement de la Défense Nationale (1870-1871) Président du Conseil Général Député (1871-1872) |
| 1874    | 1888 (décès)     | Adrien Bonnelle                |                      | Notaire à Belle-Île, mort noyé sur le vapeur L'Alréen, |
| 1888    | 1892             | Antoine Hardouin               | Républicain          | Inspecteur de la colonie pénitentiaire de Belle-Île, Le Palais, conseiller d'arrondissement                                                                                         |
| 1892    | 1897 (décès)     | Emile Cazalet                  | Républicain          | Entrepreneur de travaux publics au Palais |
| 1897    | 1917 (décès)     | Jean-Marie Gallenne            | RG                   | Capitaine au long cours, Le Palais |
| 1917    | 1919             | siège vacant                   |                      | |
| 1919    | 1922             | René Lango                     |                      | Négociant au Palais |
| 1922    | 1928 (démission) | Lucien Samzun                  |                      | Négociant - Maire du Palais |
| 1928    | 1934             | Georges Laléouse               | Ind.                 | Officier de gendarmerie en retraite, Le Palais |
| 1934    | 1940             | Jacques du Plessis de Grenédan | RG                   | Médecin Maire du Palais |
|         |                  |                                |                      | |
| 1945    | 1951             | René Le Doux                   | Rad.                 | Maire du Palais |
| 1951    | 1958             | Ernest Hardouin (1884-1964)    | DVD                  | Colonel Maire du Palais |
| 1958    | 2001             | Christian Bonnet               | MRP puis RI puis UDF | Directeur de société Ministre de 1972 à 1981 Député de 1956 à 1972 et de 1981 à 1983 Sénateur de 1983 à 2001 Maire de Carnac de 1964 à 1996                                         |
| 2001    | 2015             | Yves Brien                     | DVG                  | Agriculteur Maire de Le Palais de 1995 à 2008 |

Un nouveau découpage territorial du Morbihan entre en vigueur à l'occasion des élections départementales de 2015. Il est défini par le décret du 21 février 2014, en application des lois du 17 mai 2013 (loi organique 2013-402 et loi 2013-403).

En vertu de ce nouveau découpage, le canton de Belle-Île fusionne avec ceux de Belz et Quiberon pour former le nouveau canton de Quiberon, dont le bureau centralisateur est situé à Quiberon.

### Conseillers d'arrondissement (de 1833 à 1940)
| Période                                  | Période          | Identité                              | Étiquette   | Qualité |
| ---------------------------------------- | ---------------- | ------------------------------------- | ----------- | --- |
| 1833                                     | 1836             | M. Leréal                             |             | Négociant à Belle-Île                                                                                       |
|                                          |                  |                                       |             | |
| 1842                                     | 1848             | François Marie Le Toullec (1803-1864) |             | Juge de paix à Belle-Île, propriétaire à Sauzon                                                             |
|                                          |                  |                                       |             | |
| 1871                                     |                  | Léandre Le Gallen (1817-1891)         |             | Ecclésiastique, maire de Sauzon                                                                             |
|                                          |                  |                                       |             | |
|                                          | 1888 (démission) | Antoine Hardouin                      | Républicain | Inspecteur de la colonie pénitentiaire de Belle-Île, Le Palais                                              |
|                                          |                  |                                       |             | |
| 1895                                     | 1902 (démission) | Eugène-Marie Pitache                  | Républicain | Médecin au Palais                                                                                           |
| 1902                                     | 1919             | Louis Serre                           | Radical     | Commerçant, maire du Palais (1900-1919)                                                                     |
| 1919                                     | 1929 (décès)     | Stanislas Poumet                      | Radical     | Pilote-major, maire du Palais                                                                               |
| 1929                                     | 1940             | Ferdinand Huchet                      | Radical     | Adjoint au maire du Palais                                                                                  |
| 1940                                     |                  |                                       |             | Les conseils d'arrondissement ont été suspendus par la loi du 12 octobre 1940 et n'ont jamais été réactivés |
| Les données manquantes sont à compléter. |                  |                                       |             | |

## Démographie
Le  maximum de la population a été atteint en 1872 avec 10 804 habitants. Les détails (données et leurs références) sont donnés dans les sections « Démographie » de chacune des quatre communes constituant le canton.
| 1962  | 1968  | 1975  | 1982  | 1990  | 1999  | 2006  | 2011  | 2012  |
| ----- | ----- | ----- | ----- | ----- | ----- | ----- | ----- | ----- |
| 4 647 | 4 412 | 4 328 | 4 191 | 4 489 | 4 735 | 5 045 | 5 249 | 5 270 |